# Substitutive Nomenklatur
Die substitutive Nomenklatur ist ein Namensgebungstyp der chemischen Nomenklatur, bei der sich die Substituenten bzw. funktionellen Gruppen entweder als Vorsilben (Präfixe) oder als Endungen (Suffixe) im Namen der Gesamtverbindung wiederfinden. Die charakteristischen Gruppen ersetzen (substituieren) dabei die Wasserstoffatome des Stammsystems.
Die substitutive Nomenklatur wird als das „wohl wichtigste“ Nomenklatursystem für organische Verbindungen bezeichnet. Teilweise sind aber noch andere Bezeichnungsweisen wie z. B. die additive und die radikofunktionelle Nomenklatur geläufig.